# Estación Sucre (MIO)
Sucre es una de las estaciones del Sistema Integrado de Transporte MIO, en la ciudad de Cali, inaugurado en el año 2008.

## Ubicación
Se ubica en la calle 15 con carrera 15, y queda entre los barrios San Pascual y Sucre.

## Características
La estación tiene dos ingresos peatonales en cada extremo. Cuenta con tres vagones, cada uno de ellos con puertas de acceso en solo un sentido de la vía, sumando un total de tres puertas, debido a que está construida sobre una vía unidireccional. Esto también pasa con las demás estaciones del centro: San Pedro, La Ermita, Plaza de Cayzedo, Centro, Santa Rosa y Fray Damián. Torre de Cali y San Pascual son las únicas estaciones de la zona centro que tienen puertas de acceso en ambos sentidos.

## Servicios de la estación

### Rutas troncales
| Ruta | Estación Origen                        | Estación Destino            | Sentido (N/S) |
| ---- | -------------------------------------- | --------------------------- | ------------- |
| T31  | Terminal Paso del Comercio Cra 1 Cl 71 | Universidades Cra 100 Cl 16 | Sur - norte   |
| T37  | Terminal Paso del Comercio Cra 1 Cl 71 | Capri Cl 5 Cra 78           | Sur - norte   |
| T40  | Terminal Andrés Sanín Cl 75 Cra 19     | Centro                      | Sur - norte   |
| T50  | Nuevo Latir Cra 28D Cl 79              | Centro                      | Sur - norte   |

### Rutas pretroncales
| Ruta | Origen                              | Trayecto                                        | Destino                     |
| ---- | ----------------------------------- | ----------------------------------------------- | --------------------------- |
| P21E | Universidades Cra 100 Cl 16         | Av. Pasoancho - Centro - Av. Américas - Av 6N   | Terminal Menga Av 3N Cl 70N |
| P27D | Capri Cl 5 Cra 78                   | Cl 9 - Centro - Av 6N                           | Terminal Menga Av 3N Cl 70N |
| P52D | Ciudad Córdoba                      | Cra 46 - Cl 27 - Centro - Av 3N                 | Terminal de Transportes     |
| P62D | Terminal Simón Bolívar Cl 25 Cra 66 | Cl 16 - Cra 39 - Cl 14 - Cl 13 - Centro - Av 4N | Las Américas Av 3N Cl 23AN  |

### Rutas circulares
| Ruta | Origen                                 | Trayecto                                                                          | Destino                                |
| ---- | -------------------------------------- | --------------------------------------------------------------------------------- | -------------------------------------- |
| C302 | Terminal Menga Av 3N Cl 70N            | Cl 70 - Cr 1 - Av. Américas - Centro - Av 6N                                      | Terminal Menga Av 3N Cl 70N            |
| C320 | Terminal Paso del Comercio Cra 1 Cl 71 | Cl 70 - Av 6N - Centro - Av. Américas - Cr 1                                      | Terminal Paso del Comercio Cra 1 Cl 71 |
| C502 | Nuevo Latir Cra 28D Cl 79              | Troncal Aguablanca - Centro - Av 3N - Cl 70 - Av. Ciudad de Cali - Cl 121 - Cr 27 | Nuevo Latir Cra 28D Cl 79              |

### Rutas alimentadoras
| Ruta | Origen                | Trayecto             | Destino |
| ---- | --------------------- | -------------------- | ------- |
| A01A | San Bosco Cra 15 Cl 9 | Cl 15 - Av 2N - Cl 8 | C.A.M.  |